# Сен Дие де Вож
Вижте пояснителната страница за други значения на Сен Дие де Вож.
Сен Диѐ де Вож (на френски: Saint-Dié-des-Vosges) е град в източна Франция, административен център на окръг Сен Дие де Вож и кантоните Сен Дие де Вож-1 и Сен Дие де Вож-2 в департамент Вож на регион Гранд Ест. Населението му е около 20 000 души (2015).
Разположен е на 343 метра надморска височина на западните склонове на Вогезите, на река Мьорт и на 39 километра източно от Епинал. Селището възниква около манастир, основан през VII век от свети Деодат Неверски, чието име носи. В миналото местен промишлен център, градът преживява упадък в края на XX век и към 2018 година има най-високата безработица в целия регион Гранд Ест. Той е център на малка агломерация, включваща 15 предградия.

## Известни личности
Родени в Сен Дие де Вож
- Иван Гол (1891 – 1950), писател